# Ufficio italiano brevetti e marchi
La Direzione generale per la proprietà industriale - Ufficio italiano brevetti e marchi (UIBM) è un ufficio del Ministero delle imprese e del made in Italy che si occupa di attività inerenti il contrasto alla contraffazione, la concessione di brevetti nazionali oltre che la registrazione di disegni, modelli e marchi per la protezione della proprietà intellettuale e/o industriale.

## Storia
Dal 1939 fino alla metà degli anni '80 l'Ufficio Centrale dei Brevetti viene inserito nell'ambito dell'Amministrazione Centrale dello Stato, con il vantaggio di godere di una certa autonomia. Dall'agosto del 1984 viene accorpato presso la Direzione Generale Produzione Industriale del MISE, perdendo parte della propria autonomia. Con il D.L. 04/12/1992 n.480, acquisisce la sua attuale denominazione Ufficio Italiano Brevetti e Marchi. Mediante il D.C.P.M. 05/12/2013 n.159, il MISE viene riorganizzato e la Direzione Generale Produzione Industriale sostituita con la Direzione generale per la Lotta alla Contraffazione, poi Direzione Generale per la Tutela della Proprietà Industriale. Oggi la Direzione Generale per la Tutela della Proprietà Industriale - Ufficio Italiano Brevetti e Marchi è uno dei 15 Uffici di livello dirigenziale generale del MISE.
L'art. 223 C.P.I. conferisce all'UIBM l'incarico di promuovere e mantenere le relazioni con le istituzioni e gli organismi comunitari e internazionali competenti in materia di proprietà industriale, nonché con gli Uffici Nazionali della proprietà industriale degli altri Stati e di provvedere alla trattazione delle relative questioni assicurando la partecipazione negli organi e nei gruppi di lavoro.

## Attività
L'UIBM si occupa:
- a livello nazionale di:
  - ricezione delle domande di concessione di titoli di proprietà industriale
  - controllo regolarità tecnica e formale delle domande di concessione
  - esame, concessione o rigetto delle domande
- a livello internazionale di:
  - ricezione delle domande di concessione di titoli di proprietà industriale (brevetti e brevetti europei, marchi nazionali o comunitari)

L'art. 223.3 C.P.I. attribuisce all'UIBM i seguenti ulteriori compiti:
1. creazione e gestione banche dati e diffusione delle informazioni brevettuali;
2. promozione della preparazione tecnico-giuridica del personale della pubblica amministrazione operante nel campo della proprietà industriale e della innovazione tecnologica e di coloro che svolgono o intendono svolgere la professione di consulente in proprietà industriale;
3. promozione della cultura e dell'uso della proprietà industriale presso i potenziali utenti, in particolare presso le piccole medie imprese e le zone in ritardo di sviluppo;
4. effettuazione di studi, ricerche, indagini e pubblicazioni correlate alla materia della proprietà industriale e sviluppo di indicatori brevettuali per l'analisi competitiva dell'Italia, in proprio o in collaborazione con amministrazioni pubbliche, istituti di ricerca, associazioni, organismi internazionali;
5. effettuazione di prestazioni a titolo oneroso di servizi non istituzionali a richiesta di privati, a condizione che siano compatibili con la funzione e il ruolo istituzionale attribuito ad essa.

## Consultazione
Tutte le domande, le istanze, gli atti, i documenti e i ricorsi notificati, ad eccezione di quanto previsto da convenzioni ed accordi internazionali, sono depositati, presso l'Ufficio italiano brevetti e marchi, presso le Camere di commercio, industria e artigianato e presso gli uffici o enti pubblici determinati con decreto del Ministro dello sviluppo economico. Con decreto dello stesso Ministro sono determinate le modalita' di deposito. Gli uffici o enti, all'atto del ricevimento rilasciano l'attestazione dell'avvenuto deposito ed entro i successivi dieci giorni trasmettono all'UIBM gli atti depositati e la relativa attestazione.
Nella sezione I del capo 4° il Codice disciplina il contenuto dell'esame delle singole domande e l'esercizio dei rilievi.
I dati dell'UIBM sono consultabili sia fisicamente, presso la "Sala Pubblico UIBM" nella sede di Roma, sia attraverso il sito web, periodicamente aggiornato, che permette una ricerca per data, numero, tipologia brevettuale.

## Esame delle domande
L'esame delle domande delle quali è stata riconosciuta la regolarità formale spetta all'UIBM ed è disciplinato dagli artt. 170 e 170-bis.
L'ufficio deve verificare che l'oggetto del brevetto abbia i seguenti requisiti: 
- liceità[7];
- industrialità[8];
- sufficiente descrizione[9];
- attività inventiva[10];
- novità[11].

## Ricorsi
Ai sensi dell'art. 135 del Codice della proprietà industriale "È possibile ricorrere contro le decisioni 'Ufficio Italiano Brevetti e Marchi' che respingono in tutto o in parte una domanda di brevetto o di registrazione del marchio". L'organo giurisdizionale è quindi la "Commissione dei Ricorsi".